# K3b
K3b is een opensourceprogramma ten behoeve van het branden van cd's en dvd's. Als KDE- en TDE-programma draait het onder Linux en andere Unixachtige besturingssystemen. K3b is onderdeel van KDE Extragear en TDE Multimedia.
Het programma zorgt voor een grafische gebruikersinterface waarmee data-, audio- en videodisks gecreëerd kunnen worden. Tevens kan het direct van disk-naar-disk kopiëren. K3b kan uitgebreid geconfigureerd worden, echter de standaardinstellingen zullen voor de meeste gebruikers voldoende zijn.
K3b is de de facto standaard om cd's en dvd's te branden onder KDE en TDE.

## Mogelijkheden
De mogelijkheden van K3b zijn afhankelijk van geïnstalleerde opdrachtregelinterfaceprogramma's, die op de achtergrond het eigenlijke werk doen, zoals cdrecord, cdrdao en growisofs. De meeste van deze programma's zijn afhankelijkheden van K3b en zullen daarom ook automatisch met K3b mee geïnstalleerd worden. Er zijn echter ook optionele programma's zoals GNU's VCDImager, die nodig is om videodisks (VCD en dvd) van MPEG-bestanden te maken.
K3b kent de volgende mogelijkheden:
- Branden van cd's en cd-rw's
- Branden van mixed-mode-cd's, data-cd's, audio-cd's, (S)Video-cd's en eMovix-cd's
- Branden van meerdere cd-image-formaten, zoals Cue/Bin, TOC en ISO
- Branden van dvd±r's en dvd±rw's (ook wissen)
- Branden van dvd+r DL
- Branden van data-dvd's, video-dvd's en eMovix-dvd's
- Branden van ISO-dvd-images
- Kopiëren van dvd's of cd's
- Wissen van CD-RW/dvd-RW/dvd+RW
- Rippen van dvd's of cd's

Het aantal audioformaten dat naar cd gebrand kan worden, is eveneens afhankelijk van de geïnstalleerde software. Standaard worden vaak MP3, Ogg Vorbis, FLAC en WAV ondersteund. Daarnaast bestaan er plugins voor Musepack en Monkey's Audio.
Tot slot ondersteunt K3b, door middel van zijn afhankelijkheden, meerdere cd- en dvd-bestandssystemen, zoals UDF, Rock Ridge en Joliet.

## Integratie
Door middel van DCOP kan K3b eenvoudig geïntegreerd worden met de rest van TDE. Vanuit bijvoorbeeld de audiospeler Amarok kan vrij eenvoudig een afspeellijst via K3b naar een cd gebrand worden.
Op KDE 4 en 5 kan K3b door middel van D-Bus eenvoudig geïntegreerd worden met de rest van KDE.